# Tonkinstompneusaap
De Tonkinstompneusaap (Rhinopithecus avunculus) is een aap uit de onderfamilie van de slankapen, familie apen van de Oude Wereld. 

## Bedreiging
Tot 1989 werd gedacht dat de apensoort was uitgestorven. In dat jaar werd de soort echter herontdekt. De soort heeft echter de status kritiek, doordat de populatie slechts klein is, en wordt bedreigd door ontbossing en jacht. In 2008 werd het aantal dieren geschat op 250 dieren, toen een nieuwe populatie werd ontdekt van 15 tot 20 dieren inclusief jongen, waardoor nu in totaal 5 populaties bekend zijn.

## Verspreiding
De soort komt alleen voor in het noordwesten van Vietnam, het gebied dat voorheen Tonkin werd genoemd en waarnaar de aap vernoemd is.